# Рюдинг, Эдвин
Ларс Эдвин Фольке Рюдинг (швед. Lars Edvin Folke Ryding; род. 4 февраля 2003, Хедвиг-Элеонора, Стокгольм) — шведский актёр кино и телевидения.

## Биография

### Ранние годы и семья
Представитель известной в Швеции семьи Рюдинг.
- Дед — журналист Ларс Рюдинг (Lars Ryding; 1947—2025), в 2000-е годы — главный редактор одной из крупнейших шведских газет «Svenska Dagbladet».
- Прадед — посол Швеции в СССР Гёран Рюдинг (Göran Ryding; 1916—2007).
- Прапрадед — крупный промышленник Гёста Рюдинг (Gösta Ryding; 1881—1969).
- Прапрапрадед — губернатор Вестерноррланда Густав Рюдинг (Gustaf Ryding; 1833—1901) и так далее.

Эдвин вырос в отдалённом пригороде Стокгольма Saltsjö-Boo, известном своими парками и живописными скалистыми берегами Балтийского моря. У Эдвина трое братьев и сестёр.

### Карьера
Эдвин начал сниматься в кино в возрасте пяти лет, первоначально в эпизодических ролях. Однако затем он получил роли первого плана в нескольких шведских фильмах и сериалах. Среди них сериал «Матушка-Гусыня» («Gåsmamman») в жанре криминального триллера, выходивший с 2015 по 2019 год (6 сезонов). За ним последовали рождественский мини-сериал 2018 года «Шторм на Тихой улице» («Storm på Lugna gatan»), и сериал в жанре мелодрамы с элементами драмы и комедии «Люби меня» («Älska mig»), выходящий с 2019 года (на данный момент снято два сезона).
В 2021 году Эдвин Рюдинг вместе с Омаром Рудбергом сыграли главные роли в сериале «Молодые монархи», который 1 июля был представлен на стриминговом сервисе Netflix. Благодаря этому сериал стал доступен для просмотра во всём мире. В сериале Эдвин Рюдинг сыграл шведского принца Вильгельма из вымышленной шведской королевской семьи, не имеющей сходства с реальной. В сентябре 2021 года сериал был продлён на второй сезон, а затем — на третий. После выхода сериала Эдвин Рюдинг неоднократно давал интервью журналистам и становился героем материалов как шведских, так и иностранных СМИ.
Также Эдвин Рюдинг участвовал в официальном дублировании на шведский язык ряда англоязычных фильмов, мультфильмов и сериалов, включая фильмы «Приключения Паддингтона» «Приключения Паддингтона 2», «Вперёд», «Не смотрите наверх», «Классный мюзикл: Мюзикл», и другие.

## Фильмография
| Год       |   | Русское название           | Оригинальное название | Роль            |
| --------- | - | -------------------------- | --------------------- | --------------- |
| 2009      | с | Человек под лестницей      | Mannen under trappan  | Фабиан          |
| 2011      | ф | История Стиг-Хелмера       | The Stig-Helmer Story |                 |
| 2011      | ф | Королевские драгоценности  | Kronjuvelerna         | Ричард Перссон  |
| 2012      | ф | Последнее завещание Нобеля | Nobels testamente     | Калле           |
| 2012      | ф | Прайм-тайм                 | Prime Time            | Калле           |
| 2012      | ф | Студия секса               | Studio Sex            | Калле           |
| 2012      | ф | Красная волчица            | dDen röda vargen      | Калле           |
| 2012      | ф | Срок                       | Livsti                | Калле           |
| 2012      | ф | Место под солнцем          | En plats i solen      | Калле           |
| 2013—2017 | с | Война фрёкен Фриман        | Fröken Frimans krig   | Гуннар Андерсон |
| 2015—2022 | с | Матушка Гусыня             | Gåsmamman             | Линус Эк        |
| 2018      | с | Шторм на Тихой улице       | Storm på Lugna gatan  | Сильвестр       |
| 2019—2020 | с | Люби меня                  | Älska mig             | Виктор          |
| 2020      | с | Мария Верн                 | Maria Wern            | Эллиот          |
| 2021—2024 | с | Молодые монархи            | Young Royals          | Вильгельм       |
| 2025      | ф | 28 лет спустя              | 28 Years Later        | Эрик Сундквист  |

## Награды и номинации
| Награды и номинации                                           | Награды и номинации | Награды и номинации                        | Награды и номинации | Награды и номинации | Награды и номинации |
| Награда                                                       | Год                 | Категория                                  | Номинант            | Результат           |                     |
| ------------------------------------------------------------- | ------------------- | ------------------------------------------ | ------------------- | ------------------- | ------------------- |
| Международный кинофестиваль в Стокгольме                      | 2021                | Восходящая звезда                          | «Молодые монархи»   | Победа              |                     |
| Gaygalan Awards (англ.)                                       | 2022                | Лучший дуэт (совместно с Омаром Рудбергом) | «Молодые монархи»   | Победа              |                     |
| Шведская телевизионная премия «Кристалл» (Kristallen (англ.)) | 2022                | Лучший актёр                               | «Молодые монархи»   | Номинация           |                     |